# Drachenzähmen leicht gemacht 3: Die geheime Welt
Drachenzähmen leicht gemacht 3: Die geheime Welt (Originaltitel: How to Train Your Dragon: The Hidden World) ist ein US-amerikanischer animierter Familienfilm in 3D von DreamWorks Animation aus dem Jahr 2019. Der Film ist die Fortsetzung von Drachenzähmen leicht gemacht 2 (2014) und basiert ebenfalls lose auf der gleichnamigen Buchreihe von Cressida Cowell.

## Handlung
Ein Jahr nach den Ereignissen des vorherigen Films retten der Wikinger Hicks und sein Freund, der Nachtschatten Ohnezahn, weiterhin zusammen mit ihren Freunden und Drachenkollegen gefangene Drachen aus den Käfigen von Drachenjägern, um sie nach Berk zu bringen, wo sich eine geschäftige Welt entwickelt hat, in der Drachen und Menschen gemeinsam leben. Die stetige Befreiung neuer Drachen hat jedoch auch dazu geführt, dass die Insel stark von Drachen übervölkert wird. Als Antwort auf diese Überfüllung möchte Hicks die „Geheime Welt“ finden, einen sicheren Zufluchtsort für Drachen, von dem sein verstorbener Vater Haudrauf ihm erzählt hatte.
Inzwischen wird ein von Warlords gefangener, weißer Schatten-Drache (von Astrid „Tagschatten“ genannt) als Köder an den berüchtigten Drachentöter Grimmel gegeben, damit dieser Ohnezahn für die Verwendung der Warlords als Alpha-Drachen gefangen nehmen kann.
Nachdem Grimmel Hicks mithilfe seiner Säure speienden Drachen eingeschüchtert hat, überzeugt Hicks die Bewohner Berks, ihre Heimat zu verlassen und die geheime Drachenwelt zu suchen, um dort in Ruhe und Frieden zu leben. Grimmel genießt derweil die Herausforderung der Jagd und schickt den Tagschatten aus, der Ohnezahn ablenken soll. Während die beiden Drachen sich einander annähern, entdeckt Hicks Mutter, dass Grimmel sie mit Schiffen und Käfigen verfolgt. Hicks will Grimmel nun angreifen, läuft diesem aber direkt in die Falle. Sie können zwar mithilfe von Valkas Drachen Wolkenspringer entkommen, allerdings bleibt Raffnuss versehentlich zurück.
Währenddessen sucht Hicks zusammen mit Astrid nach Ohnezahn und entdeckt dabei die geheime Welt der Drachen, in der Ohnezahn gerade von den Drachen als Alpha anerkannt wird. Als Astrid und Hicks entdeckt werden, entscheidet sich Ohnezahn aber, Hicks zu retten und mit ihm die geheime Welt zu verlassen. Nachdem sie zurück auf der Insel sind, auf die sich die Bewohner Berks zurückgezogen haben, taucht Raffnuss auf, die aber von Grimmel verfolgt wurde. Dieser betäubt Tagschatten und Ohnezahn und entführt sie. Indem er Tagschatten bedroht, zwingt er Ohnezahn, ihm zu gehorchen.
Astrid baut den entmutigten Hicks wieder auf, der sich nun mit seinen Freunden und den Flugmonturen aufmacht, um Ohnezahn vor Grimmel zu retten. Der Angriff gelingt, allerdings kann Grimmel auf Tagschatten fliehen, die er mit dem Gift seiner Drachen gefügig gemacht hat. Hicks verfolgt sie, tötet Grimmel und rettet Tagschatten, die daraufhin auch ihn rettet.
Hicks, der Ohnezahn zuvor bereits einen allein funktionierenden Schwanzersatz gebaut hat, gibt Ohnezahn frei – die anderen Drachenreiter folgen seinem Beispiel, sodass alle Drachen Ohnezahn in die geheime Welt folgen.
Im Winter heiraten Astrid und Hicks endlich, wobei die Wikinger offensichtlich auf der neuen Insel heimisch wurden. Am Ende sieht man einen älteren Hicks mit seiner Frau Astrid und zwei Kindern, der ihnen von den verschiedenen Drachen erzählt. Kurz darauf taucht Ohnezahn mit seiner Familie auf und Hicks fliegt mit Astrid und ihren Kindern auf Ohnezahn und Sturmpfeil, während Hicks aus dem Off erzählt, dass sie das Geheimnis der Existenz der Drachen hüten werden, bis die Menschen reif genug sind, friedlich mit den Drachen zu leben.

## Synchronisation
In der englischen Originalfassung gab es bezüglich der Besetzung eine Änderung im Vergleich zu den vorherigen Teilen: T. J. Miller (Taffnuss Thorston in den beiden ersten Filmen, sowie in der auf dem Stoff basierten Serie DreamWorks Dragons) wurde durch Justin Rupple ersetzt.
Die deutsche Synchronisation wurde wie die beiden vorherigen Teile von der Interopa Film GmbH in Berlin synchronisiert, das Dialogbuch schrieb zum dritten Mal Alexander Löwe, die Dialogregie führte zum dritten Mal Frank Schaff.
| Original-Rollenname           | Originalsprecher         | Deutscher Rollenname                | Deutscher Sprecher  |
| ----------------------------- | ------------------------ | ----------------------------------- | ------------------- |
| Hiccup Horrendous Haddock III | Jay Baruchel             | Hicks der Hüne III                  | Daniel Axt          |
| Astrid Hofferson              | America Ferrera          | Astrid Hofferson                    | Emilia Schüle       |
| Grimmel                       | F. Murray Abraham        | Grimmel (im Film)                   | Lutz Riedel         |
| Grimmel                       | F. Murray Abraham        | Grimmel (im Trailer)                | Claudio Maniscalco  |
| Valka                         | Cate Blanchett           | Valka                               | Martina Hill        |
| Eret Son of Eret              | Kit Harington            | Eret Sohn von Eret                  | Dennis Schmidt-Foß  |
| Fishlegs Ingerman             | Christopher Mintz-Plasse | Fischbein Ingerman                  | Hannes Maurer       |
| Gobber the Belch              | Craig Ferguson           | Grobian der Rülpser                 | Thomas Nero Wolff   |
| Stoick the Vast               | Gerard Butler            | Haudrauf der Stoische               | Dominic Raacke      |
| Snotlout Jorgenson            | Jonah Hill               | Rotzbakke Jorgenson                 | Tim Sander          |
| Ruffnut Thorston              | Kristen Wiig             | Raffnuss Thorston                   | Britta Steffenhagen |
| Tuffnut Thorston              | Justin Rupple            | Taffnuss Thorston                   | Nico Sablik         |
| Hoark                         | Kieron Elliott           | Hoark                               | Stefan Gossler      |
| Hiccup (as a child)           | AJ Kane                  | Hicks (jung)                        | Toni Wegewitz       |
| Ragnar the Rock               | Ólafur Darri Ólafsson    | Ragnar der Fels (Warlord)           | Marlin Wick         |
| Chaghatai Khan                | James Sie                | Chaghatai Khan (Warlord)            | Vlad Chiriac        |
| Ivar the Whitless             | David Tennant            | Ivar der Dumme (Warlord)            |                     |
| Griselda the Grievous         | Julia Emelin             | Griselda die Schreckliche (Warlord) |                     |

## Rezeption

### Kritik
Auf Rotten Tomatoes erhielt der Film eine Bewertung von 90 %, bezogen auf 246 positiven und 26 kritischen Bewertungen, mit einer durchschnittlichen Bewertung von 7,3 von 10 und einer Publikumszustimmung von 87 % bei 4,2 von 5 möglichen Punkten. Im Kritiker-Konsens der Seite heißt es übersetzt: „Ein seltenes Trilogie-Finale, das tatsächlich funktioniert. Drachenzähmen leicht gemacht 3: Die geheime Welt bringt die Saga zu einem visuell überwältigenden und emotional berührenden Abschluss.“
Felix Bartels erkennt im Neuen Deutschland einen sozialen Charakter im Verhältnis von Wikingern und Drachen und in der Filmreihe „eine kurze Geschichte der bürgerlichen Gesellschaft, interpretiert von ihr selbst“. Der erste Film der Reihe sei vergleichbar mit der Ursprünglichen Akkumulation, weil die zuvor noch freilaufenden Drachen „eingefangen und … domestiziert werden“. Im zweiten Film ließe sich „der Sieg über den Alphadrachen als Sieg gegen den aus der Arbeiterbewegung hervorgegangenen Sozialismus deuten“. Im dritten Teil drücke „Hicks’ Suche eines geheimen Ortes für sein Lebensmodell … die Verunsicherung des Kapitalismus an sich selbst aus“, dessen Auflösung durch „das Freigeben des Drachen ohne Machtwechsel, aus freier Einsicht der Unterdrücker passiert“.

### Einspielergebnis
Bei einem Budget von 129 Millionen $ spielte der Film weltweit 520,3 Millionen $ ein. Für Wochen war der Film an der Chartspitze der Kinofilme in den Vereinigten Staaten und in Deutschland.

### Auszeichnungen
Drachenzähmen leicht gemacht 3: Die geheime Welt wurde für über 30 Preise nominiert und gewann davon die Folgenden:
- 2019: World Soundtrack Award – Publikumspreis
- 2019: National Board of Review Awards – Bester Animationsfilm
- 2019: Indiana Film Journalists Association – Beste animierter Film
- 2019: Hollywood Music In Media Award – Beste animierter Film
- 2020: International Film Music Critics Award – Beste Filmmusik